# Yoni (chanteur)
Yoni de son vrai nom Yoni Nameri, est un chanteur, producteur, auteur-compositeur-interprète israélien, né le 1er mars 1951 à Jérusalem. Aujourd'hui, il est médecin à Israël.

## Biographie
En 1976, il obtient un certain succès en France avec le titre Je ne veux que toi et sort encore quelques 45T en français l'année suivante. Yoni avait le même parolier  que Mike Brant.

## Discographie
- 1978, À l’aube de cette nuit
- 1978, Seul dans Manhattan
- 1976, Je ne veux que toi
- 1976, Aime-moi
- 1977, Je t’aime comme ça
- 1977, Approche un peu ton cœur
- 1979, Back to you
- 1988, Silence from the other world (LP )
- 1973, Shoshanat pla'ym
- 1980, Ehad mul ehad
- 1988, A man in love
- 1975, Kumits'i
- 1976, Lameeta
- 1974, Ha ch'aver hach
- 1972, Kol asher ratziti
- 2003, Shoshanat pla'ym (new version)
- 1980, Face to face
- 1980, Summertime again
- 2011, Hoot shazoor
- 2000, New beginning
- 1981, Space guitar
- 1982, Shelly is mine
- 2014, Song of senape
- 1988, Sheli Sheli
- 2017, Catch me well
- 2017, A matter of feeling
- 2018 , As you are
- 2022 , It's the time
- 2024 , Paris 76